# Mê cung địa thần
Mê cung địa thần (tiếng Tây Ban Nha: El laberinto del fauno; tiếng Anh: Pan's Labyrinth) là một bộ phim điện ảnh kinh dị kỳ ảo đen tối công chiếu năm 2006 do Guillermo del Toro làm đạo diễn kiêm viết kịch bản và đồng sản xuất. Là thành phẩm hợp tác của Tây Ban Nha-Mexico, bộ phim có sự tham gia diễn xuất của Ivana Baquero, Sergi López, Maribel Verdú, Doug Jones và Ariadna Gil.
Truyện phim lấy bối cảnh ở Tây Ban Nha vào mùa hè năm 1944, tức 5 năm sau cuộc nội chiến Tây Ban Nha trong thời kỳ đầu của Franco. Truyện phim đan xen thế giới thực này với một thế giới thần thoại tập trung vào một mê cung bị bỏ hoang, phát triển quá mức và một sinh vật faun bí ẩn mà nhân vật chính Ofelia tương tác. Cha dượng của Ofelia, Đại úy đảng Falang Vidal, săn lùng đội du kích Tây Ban Nha, những người chiến đấu chống lại chế độ Franco trong nước, trong khi người mẹ đang mang thai của Ofelia là Carmen ngày càng ốm yếu. Ofelia gặp một số sinh vật kỳ lạ và có yêu thuật, chúng trở thành trung tâm trong câu chuyện của cô, dẫn cô vượt qua những thử thách trong khu vườn mê cung cổ. Bộ phim sử dụng hoá trang, hoạt hình điện tử và các hiệu ứng CGI để mang lại sự sống cho các sinh vật của phim.
Del Toro cho biết ông xem truyện phim là một câu chuyện dụ ngôn chịu ảnh hưởng của truyện cổ tích, và rằng phim thể hiện và nối tiếp các chủ đề liên quan đến bộ phim trước đó của ông là El espinazo del diablo (2001), theo lời del Toro thì Mê cung địa thần là phần hậu truyện tinh thần trong phần bình luận trên đĩa DVD đạo diễn của mình. Tựa gốc tiếng Tây Ban Nha ám chỉ các vị thần nông lâm trong thần thoại La Mã, còn tựa tiếng Anh, tiếng Đức và tiếng Pháp cụ thể nhắc đến vị thần Hy Lạp giống thần Pan. Tuy nhiên, del Toro đính chính rằng faun trong phim không phải là Pan.
Mê cung địa thần được trình chiếu lần đầu vào ngày 27 tháng 5 năm 2006 tại Liên hoan phim Cannes. Bộ phim được Warner Bros. Pictures phát hành ở Tây Ban Nha vào ngày 11 tháng 10 và ở Mexico vào ngày 20 tháng 10. Phim cũng từng được trình chiếu trong khuôn khổ Liên hoan phim châu Âu tại Việt Nam vào tháng 5 năm 2011 dưới tựa đề Mê cung địa thần. Mê cung địa thần ngay lập tức đã đón nhận đông đảo lời tán dương từ giới phê bình, với nhiều lời khen ngợi về kỹ xảo, chỉ đạo, kỹ thuật quay phim và các màn diễn xuất. Tác phẩm thu về 83 triệu đô la Mỹ tại phòng vé toàn cầu và gặt hái nhiều giải thưởng quốc tế, gồm ba giải Oscar, ba giải BAFTA (trong đó có Phim không nói tiếng Anh hay nhất), giải Ariel cho phim hay nhất, giải Sao Thổ cho phim quốc tế hay nhất và diễn viên trẻ xuất sắc nhất cho Ivana Baquero và giải Hugo năm 2007 cho Trình bày kịch xuất sắc nhất – Dạng dài. Phần phim tiếp theo có tựa đề 3993, do del Toro thai nghén song cuối cùng dự án bị hủy. Một phiên bản tiểu thuyết của del Toro và Cornelia Funke đã được xuất bản vào năm 2019.

## Nội dung
Trong một câu chuyện cổ tích, Công chúa Moanna (có cha là vua của âm phủ) ghé thăm thế giới loài người, nơi ánh sáng mặt trời làm cô bị mù và xóa trí nhớ của cô. Cô trở thành phàm nhân rồi sau cùng qua đời. Vua âm phủ tin rằng sau cùng thì linh hồn của cô ấy sẽ trở lại âm phủ, vì vậy ông dựng nên các mê cung hoạt động như những cánh cổng trên khắp thế giới để chuẩn bị đón cô trở về.
Năm 1944, tại đất nước Tây Ban Nha thời Franco, cô bé Ofelia 10 tuổi đi cùng người mẹ đang mang thai nhưng ốm yếu Carmen của mình đến gặp Đại úy Vidal, cha dượng mới của cô. Vidal có niềm tin mãnh liệt vào đảng Falang và được giao nhiệm vụ săn lùng quân phiến loạn. Một con côn trùng lớn mà Ofelia tin là một nàng tiên đã dẫn cô bé vào một mê cung bằng đá cổ xưa, nhưng cô bị người quản gia của Vidal là Mercedes chặn lại, người này đang bí mật hỗ trợ anh trai cô là Pedro và đạo quân phiến loạn. Đêm hôm ấy, con côn trùng xuất hiện trong phòng ngủ của Ofelia, nơi nó biến thành một nàng tiên và dẫn cô đi qua mê cung. Ở đó, cô gặp một vị thần Faun, ngài tin rằng cô là Công chúa Moanna đầu thai. Ngài đưa cho cô bé một cuốn sách và bảo rằng cô bé sẽ tìm thấy trong đó ba nhiệm vụ cần phải hoàn thành để lấy được sự bất tử và trở về vương quốc của mình.
Ofelia hoàn thành nhiệm vụ đầu tiên — lấy chìa khóa từ bụng một con cóc khổng lồ — nhưng lại lo lắng cho mẹ cô vì tình trạng của bà đang xấu đi. Faun đưa cho Ofelia một củ khoai ma, hướng dẫn cô đặt nó dưới gầm giường của Carmen trong một bát sữa và thường xuyên cung cấp máu cho nó, qua đó dường như sẽ giúp bệnh tình của Carmen thuyên giảm. Đi cùng ba tiên nữ dẫn đường và được trang bị một mẩu phấn ma thuật, sau đó Ofelia hoàn thành nhiệm vụ thứ hai — lấy một con dao găm từ hang ổ của Pale Man, một con quái vật ăn thịt trẻ em. Mặc dù nhận được cảnh báo không được tiêu thụ bất cứ thứ gì ở đó, cô bé vẫn ăn hai quả nho, đánh thức Pale Man dậy. Con quỷ nuốt chửng hai nàng tiên và đuổi theo Ofelia, nhưng cô kịp trốn thoát được. Tức giận vì không vâng lời, thần Faun từ chối giao nhiệm vụ thứ ba cho Ofelia.
Trong thời gian này, Ofelia nhận ra Vidal tàn nhẫn ra sao trong quá trình săn lùng những kẻ nổi loạn. Sau khi giết hai nông dân địa phương bị giam giữ vì nghi ngờ hỗ trợ quân phiến loạn, Vidal thẩm vấn và tra tấn một phiến quân bị bắt. Ông yêu cầu Bác sĩ Ferreiro chăm sóc người bị giam giữ, rồi chính Ferreiro an tử theo thúc giục của chính người đó. Nhận ra rằng Ferreiro là đồng loã của phiến quân, Vidal lấy mạng anh ta. Sau đó Vidal bắt gặp Ofelia đang chăm sóc củ khoai ma, thứ mà ông cho là lừa bịp. Carmen nhất trí và ném củ khoai vào lửa. Ngay lập tức bà phát sinh những cơn co thắt dữ dội và tử vong khi hạ sinh con trai của Vidal.
Do bị phát hiện là nội gián, Mercedes cố trốn thoát cùng Ofelia, nhưng họ bị bắt giữ. Ofelia bị nhốt trong phòng ngủ của cô bé, trong khi Mercedes bị đưa đi thẩm vấn và tra tấn. Mercedes tự giải thoát cho mình và đâm một nhát không chí mạng vào Vidal trên đường chạy trốn để tái gia nhập quân phiến loạn. Faun đổi ý về việc trao cho Ofelia cơ hội thực hiện nhiệm vụ thứ ba nên quay lại và bảo cô bé đưa em trai mới sinh của mình vào mê cung để hoàn thành nó. Ofelia lấy thành công đứa bé và trốn vào mê cung. Vidal truy đuổi cô bé khi quân phiến loạn tấn công tiền đồn. Ofelia gặp Faun ở trung tâm mê cung.
Faun đề xuất lấy một lượng máu nhỏ của đứa trẻ, vì để hoàn thành nhiệm vụ thứ ba và mở cánh cổng dẫn đến âm phủ cần có máu của một người vô tội, nhưng Ofelia từ chối làm hại em trai mình. Vidal thấy cô ấy đang nói chuyện với Faun nhưng lại chẳng thể nhìn thấy ngài. Faun rời đi, và Vidal đoạt đứa bé khỏi vòng tay của Ofelia rồi bắn cô. Vidal quay trở lại lối vào mê cung, nơi ông bị quân phiến loạn bao vây, bao gồm cả Mercedes và Pedro. Biết rằng mình sẽ mất mạng, ông giao đứa bé cho Mercedes, yêu cầu cô kể cho con ông biết mình là ai. Mercedes đáp rằng con trai ông thậm chí sẽ chẳng biết tên ông. Sau đấy Pedro bắn chết Vidal.
Mercedes tìm đường vào mê cung và an ủi Ofelia bất động đang hấp hối. Những giọt máu của Ofelia rơi xuống trung tâm của cầu thang đá xoắn ốc dẫn đến một bệ thờ. Kế đến Ofelia trong trang phục chỉnh tề và không bị thương xuất hiện trong một căn phòng có ngai vàng. Vua âm phủ nói với cô bé rằng, bằng cách chọn đổ máu của chính mình chứ không phải của người khác, cô đã vượt qua bài kiểm tra cuối cùng. Faun ca ngợi Ofelia vì lựa chọn của cô ấy, một lần nữa gọi cô là "Công chúa". Nữ hoàng âm phủ, mẹ cô mời Ofelia ngồi cạnh cha cô và cai trị bên cạnh ông. Trở lại mê cung đá, Ofelia mỉm cười khi mất.
Phần kết phim hoàn thành câu chuyện về Công chúa Moanna, cho biết cô ấy đã trở lại âm phủ, cai trị bằng lòng tốt và công lý trong nhiều thế kỷ, đồng thời để lại những dấu vết nhỏ về thời gian của cô ấy ở cõi dương thế: "chỉ có những người biết chỗ tìm mới nhìn thấy được."

## Phân vai
- Ivana Baquero trong vai Ofelia/Công chúa Moanna, một cô bé tin rằng mình là chuyển sinh của một công chúa từ âm phủ. Del Toro cho biết ông rất lo lắng về việc chọn vai chính và việc tìm thấy nữ diễn viên nhí 10 tuổi người Tây Ban Nha hoàn toàn là tình cờ (phim được ghi hình từ tháng 6 đến tháng 10 năm 2005, khi cô 11 tuổi). "Nhân vật tôi xây dựng ban đầu nhỏ tuổi hơn (khoảng 8 hoặc 9 tuổi), rồi Ivana xuất hiện và cô bé lớn hơn nhân vật một chút, cô bé sở hữu mái tóc xoăn mà tôi chưa bao giờ tưởng tượng ra. Nhưng tôi thích lần đọc kịch bản đầu tiên của cô bé, vợ tôi đã khóc và cô quay phim cũng khóc sau khi cô bé đọc và tôi biết chắc chắn rằng Ivana là nữ diễn viên xuất sắc nhất từng xuất hiện, nhưng tôi biết rằng mình cần phải thay đổi kịch bản để phù hợp với độ tuổi của cô bé."[11] Baquero nói rằng Del Toro đã gửi cho cô ấy nhiều truyện tranh và truyện cổ tích để giúp cô ấy "nhập vai hơn vào bầu không khí của Ofelia và những gì cô ấy cảm nhận". Cô nói rằng mình thấy bộ phim thật "kỳ diệu" và cho biết "phim đồng thời có thể mang lại cho bạn nỗi đau, nỗi buồn, nỗi sợ hãi và hạnh phúc".[6]
- Sergi López trong vai Đại úy Vidal, cha dượng mới của Ofelia và một sĩ quan đảng Falang. Del Toro gặp López ở Barcelona vào thời điểm một năm rưỡi trước khi bộ phim bấm máy để mời anh thủ vai Vidal. Ở các vùng của Tây Ban Nha, López được xem là một diễn viên tâm lý tình cảm hoặc hài kịch, nên các nhà sản xuất ở Madrid nói với del Toro, "Anh nên rất cẩn thận khi không biết những điều này vì là người Mexico, nhưng anh chàng này sẽ không thể diễn được đâu"; del Toro đáp: "Chà, không phải là tôi không biết, mà là tôi không quan tâm".[12] Về nhân vật của mình, López chia sẻ: "Anh ta là nhân vật độc ác nhất mà tôi từng đóng trong sự nghiệp của mình. Chẳng thể nào diễn tốt hơn được nữa; nhân vật quá hay và được xây dựng cực tốt. Vidal là một kẻ thần kinh nhân cách và loạn trí mà chẳng thể bào chữa. Mặc dù tính cách của người cha làm cho anh ta tồn tại - và chắc chắn là một trong những lý do làm anh ấy mắc chứng rối loạn tâm thần - nhưng đó không thể là lời bào chữa. Có vẻ như sẽ rất cay độc nếu sử dụng điều đó để bào chữa hoặc giải thích cho những hành động tàn ác và hèn nhát của anh ta. Tôi nghĩ thật tuyệt khi bộ phim không xem xét bất kỳ bào chữa nào cho chủ nghĩa phát xít."
- Maribel Verdú trong vai Mercedes, quản gia của Vidal. Del Toro đã chọn Verdú vào vai nhà cách mạng nhân ái vì ông "nhìn thấy ở cô ấy nỗi buồn mà ông nghĩ sẽ hoàn hảo cho vai diễn này".[12]
- Doug Jones trong vai Faun và quái vật Pale Man. Với vai Faun, Jones hướng dẫn Ofelia đến thế giới kỳ ảo. Trong vai Pale Man, anh hoá thân thành một con quái vật kỳ cục ham ăn thịt trẻ con. Trước đó Jones từng hợp tác với del Toro trong các dự án Mimic và Hellboy, anh cho biết vị đạo diễn đã gửi cho mình một email nói rằng, "Cậu phải tham gia bộ phim này. Không ai khác có thể diễn vai này ngoài cậu." Jones nhiệt tình hưởng ứng bản dịch tiếng Anh của kịch bản, nhưng rồi phát hiện ra bộ phim có kịch bản bằng tiếng Tây Ban Nha mà anh không biết nói. Jones chia sẻ rằng mình "kinh hãi" và del Toro đề nghị học chữ viết theo ngữ âm, nhưng Jones từ chối vì thích tự học các từ hơn. Anh chia sẻ, "Tôi thật sự đã cố gắng hết sức và tự cam kết học từng từ  một và tôi đã phát âm được nửa phần là đúng ngay trước khi tôi diễn", anh tận dụng 5 giờ mỗi ngày để mặc trang phục và hoá trang rồi luyện chữ.[13] Sau đấy Del Toro quyết định lồng tiếng cho Jones bằng giọng của Pablo Adán, "một diễn viên kịch có thực lực", nhưng những nỗ lực của Jones vẫn có giá trị vì diễn viên lồng tiếng có thể khớp lời thoại của mình với cử động miệng của Jones.[14] Việc Jones đảm nhận hai vai nhằm gợi ý rằng Pale Man (cùng với con cóc) là tác phẩm mà Faun tạo ra[15] hoặc chính Faun ở dạng khác.[16]
- Ariadna Gil trong vai Carmen/Nữ hoàng âm phủ, mẹ của Ofelia và vợ của Vidal.
- Álex Angulo trong vai Bác sĩ Ferreiro, một bác sĩ phục vụ cho Vidal, nhưng là một người chống Francoist.
- Manolo Solo trong vai Garcés, một trong những phụ tá của Vidal.
- César Vea trong vai Serrano, một trong những phụ tá của Vidal.
- Roger Casamajor trong vai Pedro, anh trai của Mercedes và là một thành viên của phiến quân.
- Federico Luppi trong vai Vua âm phủ, cha của Ofelia.
- Pablo Adán trong vai Người kể chuyện/Giọng của Faun.

## Sản xuất

### Ảnh hưởng
Ý tưởng cho Mê cung địa thần đến từ những cuốn sổ tay của Guillermo del Toro, mà theo ông là đầy "những nét vẽ nguệch ngoạc, ý tưởng, hình vẽ và các mẩu truyện". Ông giữ những cuốn sổ tay này trong 20 năm. Tại một thời điểm trong lúc sản xuất phim, ông để quên cuốn sổ trên một chiếc taxi ở Luân Đôn và trở nên quẫn trí, song hai hôm sau thì người tài xế đã trả lại nó cho ông. Mặc dù lúc đầu ông viết một câu chuyện về một phụ nữ mang thai phải lòng một thần faun, Sergi López cho biết del Toro đã mô tả bản cuối cùng của cốt truyện một năm rưỡi trước khi ghi hình phim. López kể rằng: "trong hai tiếng rưỡi, ông ấy giải thích cho tôi toàn bộ bộ phim nhưng là với mọi chi tiết, điều đó thật khó tin, và khi ông nói xong, tôi hỏi, 'Ông có kịch bản không?' Ông ấy đáp: 'Không, tôi chẳng viết gì cả'". López nhận lời đóng phim và nhận kịch bản sau đó một năm; anh cho biết "nó giống hệt nhau, thật không thể tin được. Trong cái đầu nhỏ bé của ông có tất cả lịch sử với rất nhiều chi tiết nhỏ, rất nhiều nhân vật, giống như bây giờ khi bạn xem phim, đó chính xác là những gì có trong đầu ông ấy."
Del Toro lấy ý tưởng về faun từ những trải nghiệm thời thơ ấu với "giấc mơ sáng suốt". Ông chia sẻ trên The Charlie Rose Show rằng cứ tới nửa đêm, ông sẽ thức dậy và một thần faun sẽ dần dần bước ra từ phía sau chiếc đồng hồ tủ đứng. Lúc đầu, faun được cho là một faun nửa người nửa dê cổ điển thật đẹp. Nhưng cuối cùng, faun bị biến đổi thành một sinh vật mang mặt dê gần như được làm hoàn toàn từ đất, rêu, dây leo và vỏ cây. Ông ta trở thành một di vật bí ẩn và nửa gây nghi hoặc, vừa gây ấn tượng về sự đáng tin cậy vừa mang nhiều dấu hiệu cảnh báo người ta đừng bao giờ tâm sự với ông ta.
Del Toro chia sẻ rằng bộ phim có mối liên hệ chặt chẽ về đề tài với El espinazo del diablo và nên được xem là một phần hậu truyện không chính thức nhằm giải quyết một số vấn đề được nêu ra ở phim đó. Fernando Tielve và Íñigo Garcés (thủ vai các nhân vật chính của El espinazo del diablo) có các vai khách mời là những người lính du kích vô danh trong Mê cung địa thần. Một số tác phẩm khác mà ông lấy làm cảm hứng gồm có bộ sách Alice ở xứ sở thần tiên của Lewis Carroll, Ficciones của Jorge Luis Borges, The Great God Pan và The White People của Arthur Machen, The Blessing of Pan của Lord Dunsany, Pan's Garden của Algernon Blackwood và các tác phẩm của Francisco Goya. Năm 2004, del Toro chia sẻ: "Pan là một câu chuyện nguyên tác. Một số nhà văn yêu thích của tôi (Borges, Blackwood, Machen, Dunsany) đã khám phá hình tượng thần Pan và biểu tượng của mê cung. Đây là những thứ tôi thấy rất hấp dẫn và tôi đang cố gắng kết hợp và chơi với chúng." Tác phẩm cũng chịu ảnh hưởng bởi các bức minh họa của Arthur Rackham.
Del Toro muốn đưa vào một câu chuyện cổ tích về rồng để Ofelia kể lại cho đứa em chưa chào đời của mình. Câu chuyện liên quan đến con rồng (tên là Varanium Silex) canh giữ một ngọn núi bị gai bao quanh, nhưng trên đỉnh của nó là một bông hồng xanh có thể ban cho sự bất tử. Tuy nhiên, con rồng và những chiếc gai đã xua đuổi nhiều người đàn ông nhất quyết thà tránh đau đớn còn hơn được ban cho sự bất tử. Mặc dù cảnh này quan trọng về mặt đề tài, nhưng nó đã bị cắt ngắn vì lý do kinh phí.
Có nhiều ý kiến khác nhau về những ảnh hưởng tôn giáo của bộ phim. Bản thân Del Toro chia sẻ rằng ông coi Mê cung địa thần là "một bộ phim thực sự báng bổ, một thường dân bỡn cợt giáo điều Công giáo", nhưng bạn của ông là Alejandro González Iñárritu lại mô tả tác phẩm là "một bộ phim đề tài Công giáo thực sự". Lời giải thích của Del Toro là "từng là tín đồ Công giáo thì mãi là tín đồ Công giáo", tuy nhiên ông cũng thừa nhận rằng việc Pale Man thích trẻ con hơn là bữa tiệc trước mặt anh ta là để phê phán Nhà thờ Công giáo. Ngoài ra, những lời của linh mục trong cảnh tra tấn được trích dẫn trực tiếp từ một linh mục đã làm lễ nghi cho các tù nhân chính trị trong cuộc Nội chiến Tây Ban Nha: "Hỡi các con, hãy nhớ rằng các con nên thú nhận những gì các con biết vì Chúa không quan tâm điều gì xảy ra với thân thể các con; Ngài đã cứu linh hồn các con rồi."
Liên quan đến việc liệu âm phù kỳ ảo có thật hay là sản phẩm từ trí tưởng tượng của Ofelia, del Toro trả lời trong một cuộc phỏng vấn rằng, mặc dù ông tin rằng nó có thật, nhưng bộ phim "nên kể một chuyện gì đó khác biệt cho mọi người. Phim nên là một vấn đề thảo luận cá nhân". Sau đó, ông nhắc rằng có một số manh mối trong phim cho thấy âm phủ thực sự tồn tại.
Bộ phim được ghi hình tại một khu rừng thông nằm ở dãy núi Guadarrama, miền Trung Tây Ban Nha. Guillermo Navarro (đạo diễn hình ảnh) kể rằng "sau khi làm việc ở Hollywood với những bộ phim khác và với những đạo diễn khác, làm việc bằng ngôn ngữ mẹ đẻ của chúng tôi trong các cảnh quay khác nhau đưa tôi trở lại với lý do đầu tiên mà tôi muốn làm phim, cơ bản là để kể những câu chuyện hoàn toàn tự do và để cho hình ảnh thực sự góp phần vào việc kể chuyện".

### Hiệu ứng
Mê cung địa thần có dùng một số hiệu ứng CGI trong phim, nhưng tác phẩm chủ yếu sử dụng lớp hoá trang và hoạt hình điện tử phức tạp. Con cóc khổng lồ được lấy cảm hứng từ phim The Maze. Đích thân Del Toro trình bày những tiếng ồn. Rễ cây khoai ma là sự kết hợp giữa hoạt hình điện tử và CGI. Del Toro muốn các nàng tiên "trông giống như những chú khỉ nhỏ, giống như những nàng tiên dơ bẩn", nhưng công ty hoạt hình lại có ý tưởng tạo cho họ đôi cánh làm bằng lá cây.
Jones dành trung bình 5 giờ ngồi trên ghế hoá trang khi nhóm của anh gồm David Martí, Montse Ribé và Xavi Bastida hoá trang cho anh thành Faun, chủ yếu là dùng bọt mủ cao su. Phụ kiện cuối cùng được dùng đến là cặp sừng nặng 10 pound và làm người đeo vô cùng mệt. Những chiếc chân là một thiết kế độc đáo: Jones đứng trên các bậc cao 20 cm (8 inch), và chân của Faun được gắn vào chân của anh. Phần cẳng chân của anh sau đấy bị xóa bằng kỹ thuật số trong khâu hậu kỳ. David Martí và Xavi Bastida từ DDT Efectos Especiales chịu trách nhiệm điều khiển từ xa những đôi tai đập liên tục và đôi mắt nhấp nháy của Faun trong lúc ở trên phim trường. Del Toro bảo Jones "hãy trở thành ngôi sao nhạc rock ... như một glam rocker ấy. Nhưng ít chất David Bowie hơn và thêm chất  Mick Jagger nhé".
Cuộc giảm cân của del Toro đã truyền cảm hứng cho ngoại hình có làn da chảy xệ của Pale Man. Để có thể nhìn khi diễn vai này, Doug Jones phải nhìn qua lỗ mũi của nhân vật, và chân của nó được gắn vào người Jones qua chiếc áo leotard màu xanh lục mà anh mặc.

### Phụ đề
Bộ phim sử dụng phụ đề để dịch sang các ngôn ngữ khác, kể cả tiếng Anh. Đích thân Del Toro viết chúng vì ông thất vọng với phụ đề của bộ phim nói tiếng Tây Ban Nha trước đây của ông là El espinazo del diablo. Trong một cuộc phỏng vấn, ông chia sẻ rằng phụ đề của El espinazo del diablo là "dành cho người có vấn đề đọc hiểu" và "cực kỳ tệ". Ông dành một tháng để làm khâu này với hai người khác và cho biết ông không muốn làm khán giả "cảm giác như... đang xem một bộ phim có phụ đề".

## Phân phối
Mê cung địa thần được công chiếu ra mắt tại Liên hoan phim Cannes 2006 vào ngày 27 tháng 5 năm 2006. Buổi ra mắt đầu tiên của phim tại một quốc gia nói tiếng Anh là tại Liên hoan phim London FrightFest vào ngày 25 tháng 8 năm 2006. Tác phẩm được phát hành chung ở Tây Ban Nha vào ngày 11 tháng 10 năm 2006, sau đó là phát hành ở Mexico 9 hôm sau. Ngày 24 tháng 11 năm 2006, phim có bản phát hành tiếng Anh chung đầu tiên tại Vương quốc Anh; cùng tháng ấy, phim còn được phát hành ở Pháp, Serbia, Bỉ, Ý, Nga, Singapore và Hàn Quốc. Tác phẩm được phát hành hạn chế ở Canada và Hoa Kỳ (29 tháng 12 năm 2006), Úc (18 tháng 1 năm 2007), Đài Loan (27 tháng 4 năm 2007), Slovenia (17 tháng 5 năm 2007) và Nhật Bản (29 tháng 9 năm 2007). Phim được phát hành rộng rãi nhất ở Hoa Kỳ là ở 1.143 rạp chiếu.
Những phiên bản độ nét cao của Mê cung địa thần được phát hành vào tháng 12 năm 2007 trên cả định dạng Blu-ray Disc và HD DVD. New Line tuyên bố rằng do thông báo của họ chỉ hỗ trợ đĩa Blu-ray độc quyền, do đó việc ngừng hỗ trợ HD DVD có hiệu lực ngay lập tức, Mê cung địa thần sẽ là bản phát hành HD DVD duy nhất cho studio và sẽ ngừng sản xuất sau khi hết số hàng hiện tại. Cả hai phiên bản đều có phần bình luận PiP trong khi phần bổ sung trên web chỉ dành riêng cho phiên bản HD DVD. Tháng 10 năm 2016, The Criterion Collection tái phát hành bộ phim trên đĩa Blu-ray ở Hoa Kỳ, dựa trên bản hậu kỳ kỹ thuật số 2K mới được phân loại do del Toro đích thân giám sát. Bản Blu-ray Ultra HD của phim được Warner Bros. Home Entertainment phát hành vào ngày 1 tháng 10 năm 2019 dưới dạng hậu kỳ 4K.

## Đón nhận

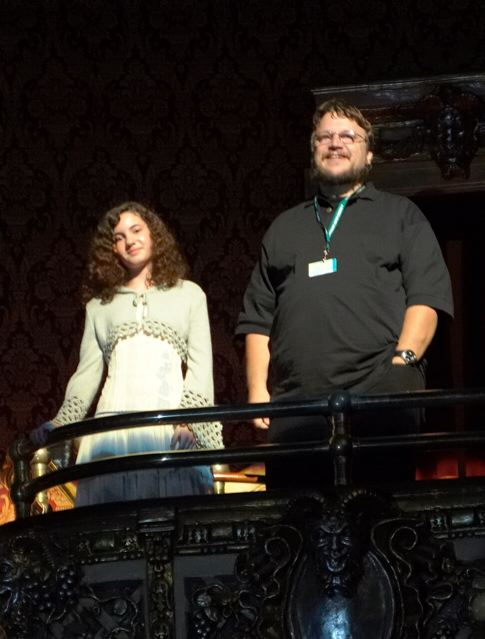
Ivana Baquero và Guillermo del Toro tại Nhà hát Elgin ở Toronto

Rotten Tomatoes chấm bộ phim số điểm 95% dựa trên 243 bài đánh giá và đạt điểm trung bình là 8,6/10. Các chuyên gia của trang web nhất trí: "Mê cung địa thần là Alice ở xứ sở thần tiên dành cho người lớn, với chất kinh dị của cả thực tế và kỳ ảo được pha trộn với nhau thành một câu chuyện dụ ngôn phi thường, đầy mê hoặc." Dựa trên đánh giá từ 37 nhà phê bình, phim nhận được số điểm 98/100 tại Metacritic, thể hiện "đa số đánh giá tích cực", khiến tác phẩm trở thành bộ phim điện ảnh nhận được đánh giá tốt nhất của Metacritic trong thập niên 2000. Khi ra mắt tại Liên hoan phim Cannes, phim nhận được tràng tán dương nhiệt liệt kéo dài 22 phút, thuộc hàng lâu nhất trong lịch sử liên hoan phim. Phim cũng nhận được sự tán dương nhiệt liệt tại Liên hoan phim quốc tế Toronto 2006, ngay ở lần đầu tiên được phát hành ở Châu Mỹ.
Mark Kermode của báo The Observer đã liệt Mê cung địa thần là bộ phim hay nhất năm 2006, mô tả tác phẩm là "một sức tưởng tượng giàu chất thơ và sử thi, khi mà thực tế nghiệt ngã của chiến tranh được so sánh và phản chiếu bởi một âm phủ nơi những con quái vật tuyệt đẹp đáng sợ sinh sống". Stephanie Zacharek viết rằng bộ phim "định hình ở nhiều cấp độ đến mức nó dường như thay đổi hình dạng ngay cả khi bạn xem nó", còn Jim Emerson gọi bộ phim là "một câu chuyện cổ tích về quyền thế và vẻ đẹp tuyệt vời đến mức nó tái kết nối trí tưởng tượng của người lớn với cảm giác hồi hộp và kinh dị nguyên thủy của những câu chuyện khiến chúng ta say mê khi còn nhỏ". Roger Ebert đã xem lại bộ phim sau khi phẫu thuật và đưa vào danh sách Great Movies của ông vào ngày 27 tháng 8 năm 2007; khi ông tổng hợp top 10 bộ phim hay nhất tới muộn năm 2006, Mê cung địa thần đứng ở vị trí số 1; ông nhận xét rằng "Nhưng ngay cả trong một năm tốt, tôi cũng chẳng thể xem hết mọi thứ. Và tôi vẫn chưa kết thúc những khám phá của mình trong năm 2006. Tôi cũng đang xem thêm các phim năm 2007 và danh sách đó sẽ hoạt động như thường lệ vào cuối tháng 12. Tuy nhiên, tôi chẳng thể nào thay đổi niềm tin của tôi rằng bộ phim hay nhất của năm là Mê cung địa thần." Anthony Lane của The New Yorker đặc biệt chú ý đến thiết kế âm thanh của bộ phim, cho rằng phim "loại bỏ bất kỳ dấu hiệu nào của sự thanh tao bằng cách tăng âm lượng cho những tiếng động nhỏ: tiếng cọt kẹt của đôi găng tay da của Đại uý... tiếng phàn nàn vào ban đêm của ván sàn và rui...."
Một vài nhà phê bình lại thể hiện sự phê phán. Cây viết của The San Diego Union-Tribune, David Elliott cho biết "sự phấn khích là quá rõ", nhưng nói thêm rằng "điều phim thiếu là tính nhất quán thành công... Del Toro có nhiều mảng nghệ thuật, nhưng chỉ làm chúng gắn kết với nhau như một tác phẩm phóng túng gây sốt".

### Doanh số thương mại
Trong ba tuần đầu tiên chiếu hạn chế tại phòng vé Hoa Kỳ, bộ phim đã kiếm được 5,4 triệu đô la Mỹ. Tính đến năm 2021, phim thu về 37,6 triệu đô la ở Bắc Mỹ và 46,2 triệu đô la ở các vùng lãnh thổ khác, nâng tổng doanh thu toàn cầu lên 83,9 triệu đô la Mỹ. Ở Tây Ban Nha, phim thu về gần 12 triệu đô la và là phim nước ngoài có doanh thu cao thứ năm ở Hoa Kỳ. Tại Hoa Kỳ, phim đạt lợi nhuận 55 triệu đô la từ việc bán và cho thuê đĩa DVD.
Tại Vương quốc Anh, đây là phim nói tiếng nước ngoài bán chạy thứ 8 năm 2011 trên định dạng băng đĩa vật lý tại gia. Kế đến đây là bộ phim nói tiếng nước ngoài bán chạy thứ 10 ở Vương quốc Anh trên định dạng băng đĩa vật lý tại gia vào năm 2012. Trên truyền hình Vương quốc Anh, đây là bộ phim nói tiếng nước ngoài được xem nhiều thứ hai trong năm 2013, với 200.700 người xem trên Channel 4.

### Danh sách top 10
Bộ phim đã xuất hiện trong danh sách top 10 phim hay nhất năm 2006 của nhiều nhà phê bình.
| - thứ 1 – Mark Kermode, The Observer - thứ 1 – Andrew O'Hehir, Salon - thứ 1 – Roger Ebert, Chicago Sun-Times - thứ 1 – Lou Lumenick, New York Post - thứ 1 – Marjorie Baumgarten, The Austin Chronicle - thứ 1 – Richard Corliss, tạp chí TIME - thứ 1 – Shawn Levy, The Oregonian - thứ 1 – Staff, Film Threat - thứ 2 – Empire - thứ 2 – A. O. Scott, The New York Times - thứ 2 – Ann Hornaday, The Washington Post - thứ 2 – Jack Mathews, New York Daily News - thứ 2 – Marc Savlov, The Austin Chronicle - thứ 2 – Peter Hartlaub, San Francisco Chronicle - thứ 2 – Stephen Holden, The New York Times - thứ 3 – Keith Phipps, The A.V. Club - thứ 3 – Lawrence Toppman, The Charlotte Observer - thứ 3 – Lisa Schwarzbaum, Entertainment Weekly - thứ 3 – Ray Bennett, The Hollywood Reporter | - thứ 3 – Rene Rodriguez, The Miami Herald - thứ 3 – Richard James Havis, The Hollywood Reporter - thứ 4 – Stephanie Zacharek, Salon - thứ 5 – Michael Wilmington, Chicago Tribune - thứ 6 – Glenn Kenny, Premiere - thứ 6 – Noel Murray, The A.V. Club - thứ 7 – Claudia Puig, USA Today - thứ 8 – Kenneth Turan, Los Angeles Times (đồng hạng với Children of Men) - thứ 9 – Kevin Crust, Los Angeles Times (đồng hạng với Babel) - thứ 9 – Kirk Honeycutt, The Hollywood Reporter Không lọt top 10 - Ty Burr, The Boston Globe - Dana Stevens, Slate - Joe Morgenstern, The Wall Street Journal - Liam Lacey và Rick Groen, The Globe and Mail - Ruthe Stein, San Francisco Chronicle - Steven Rea, The Philadelphia Inquirer |

Phim còn được tạp chí Empire xếp thứ 5 trong danh sách "100 phim hay nhất điện ảnh thế giới" vào năm 2010.

### Đề cử và giải thưởng
| Giải thưởng                                       | Hạng mục | Người nhận                                                                               | Kết quả   |
| ------------------------------------------------- | --- | ---------------------------------------------------------------------------------------- | --------- |
| Giải Oscar lần thứ 79                             | Kịch bản gốc xuất sắc nhất                                                                                    | Guillermo del Toro                                                                       | Đề cử     |
| Giải Oscar lần thứ 79                             | Phim ngoại ngữ hay nhất                                                                                       | Guillermo del Toro                                                                       | Đề cử     |
| Giải Oscar lần thứ 79                             | Chỉ đạo nghệ thuật xuất sắc nhất                                                                              | Chỉ đạo nghệ thuật: Eugenio Caballero; Thiết kế hiện trường: Pilar Revuelta              | Đoạt giải |
| Giải Oscar lần thứ 79                             | Quay phim xuất sắc nhất                                                                                       | Guillermo Navarro                                                                        | Đoạt giải |
| Giải Oscar lần thứ 79                             | Hóa trang xuất sắc nhất                                                                                       | David Martí và Montse Ribé                                                               | Đoạt giải |
| Giải Oscar lần thứ 79                             | Nhạc phim xuất sắc nhất                                                                                       | Javier Navarrete                                                                         | Đề cử     |
| Giải hội nam diễn viên và nữ diễn viên lần thứ 16 | Nữ diễn viên xuất sắc nhất                                                                                    | Maribel Verdú                                                                            | Đề cử     |
| Giải hội nam diễn viên và nữ diễn viên lần thứ 16 | Nam diễn viên xuất sắc nhất                                                                                   | Sergi López                                                                              | Đề cử     |
| Giải hội nam diễn viên và nữ diễn viên lần thứ 16 | Nữ diễn viên mới xuất sắc nhất                                                                                | Ivana Baquero                                                                            | Đoạt giải |
| Giải thưởng điện ảnh BAFTA                        | Phim không nói tiếng Anh hay nhất                                                                             | Guillermo del Toro                                                                       | Đoạt giải |
| Giải thưởng điện ảnh BAFTA                        | Kịch bản gốc xuất sắc nhất                                                                                    | Guillermo del Toro                                                                       | Đề cử     |
| Giải thưởng điện ảnh BAFTA                        | Quay phim xuất sắc nhất                                                                                       | Guillermo Navarro                                                                        | Đề cử     |
| Giải thưởng điện ảnh BAFTA                        | Thiết kế sản xuất xuất sắc nhất                                                                               | Eugenio Caballero và Pilar Revuelta                                                      | Đề cử     |
| Giải thưởng điện ảnh BAFTA                        | Thiết kế phục trang xuất sắc nhất                                                                             | Lala Huete                                                                               | Đoạt giải |
| Giải thưởng điện ảnh BAFTA                        | Âm thanh xuất sắc nhất                                                                                        | Martin Hernández, Jaime Baksht và Miguel Ángel Polo                                      | Đề cử     |
| Giải thưởng điện ảnh BAFTA                        | Hoá trang và làm tóc xuất sắc nhất                                                                            | David Martí và Montse Ribé                                                               | Đoạt giải |
| Giải thưởng điện ảnh BAFTA                        | Hiệu ứng hình ảnh đặc biệt xuất sắc nhất                                                                      | Edward Irastorza, Everett Burrell, David Martí và Montse Ribé                            | Đề cử     |
| Giải Quả cầu vàng                                 | Phim ngoại ngữ hay nhất                                                                                       | Guillermo del Toro                                                                       | Đề cử     |
| Giải Goya lần thứ 21                              | Phim hay nhất                                                                                                 |                                                                                          | Đề cử     |
| Giải Goya lần thứ 21                              | Đạo diễn xuất sắc nhất                                                                                        | Guillermo del Toro                                                                       | Đề cử     |
| Giải Goya lần thứ 21                              | Nam diễn viên chính xuất sắc nhất                                                                             | Sergi López                                                                              | Đề cử     |
| Giải Goya lần thứ 21                              | Nữ diễn viên chính xuất sắc nhất                                                                              | Maribel Verdú                                                                            | Đề cử     |
| Giải Goya lần thứ 21                              | Nữ diễn viên mới xuất sắc nhất                                                                                | Ivana Baquero                                                                            | Đoạt giải |
| Giải Goya lần thứ 21                              | Kịch bản gốc hay nhất                                                                                         | Guillermo del Toro                                                                       | Đoạt giải |
| Giải Goya lần thứ 21                              | Quay phim xuất sắc nhất                                                                                       | Guillermo Navarro                                                                        | Đoạt giải |
| Giải Goya lần thứ 21                              | Thiết kế sản xuất xuất sắc nhất                                                                               | Eugenio Caballero                                                                        | Đề cử     |
| Giải Goya lần thứ 21                              | Hoá trang và làm tóc xuất sắc nhất                                                                            | José Quetglas và Blanca Sánchez                                                          | Đoạt giải |
| Giải Goya lần thứ 21                              | Dựng phim xuất sắc nhất                                                                                       | Bernat Villaplana                                                                        | Đoạt giải |
| Giải Goya lần thứ 21                              | Âm thanh xuất sắc nhất                                                                                        | Miguel Polo                                                                              | Đoạt giải |
| Giải Goya lần thứ 21                              | Âm nhạc hay nhất                                                                                              | Javier Navarrete                                                                         | Đề cử     |
| Giải Goya lần thứ 21                              | Hiệu ứng đặc biệt xuất sắc nhất                                                                               | David Martí, Montse Ribé, Reyes Abades, Everett Burrell, Edward Irastorza và Emilio Ruiz | Đoạt giải |
| Giải Ariel                                        | Đạo diễn xuất sắc nhất                                                                                        | Guillermo del Toro                                                                       | Đoạt giải |
| Giải Ariel                                        | Nữ diễn viên chính xuất sắc nhất                                                                              | Maribel Verdú                                                                            | Đoạt giải |
| Giải Ariel                                        | Nam diễn viên phụ xuất sắc nhất                                                                               | Álex Angulo                                                                              | Đề cử     |
| Giải Ariel                                        | Quay phim xuất sắc nhất                                                                                       | Guillermo Navarro                                                                        | Đoạt giải |
| Giải Ariel                                        | Thiết kế sản xuất xuất sắc nhất                                                                               | Eugenio Caballero                                                                        | Đoạt giải |
| Giải Ariel                                        | Thiết kế phục trang xuất sắc nhất                                                                             | Lala Huete                                                                               | Đoạt giải |
| Giải Ariel                                        | Hoá trang xuất sắc nhất                                                                                       | José Quetglas và Blanca Sánchez                                                          | Đoạt giải |
| Giải Ariel                                        | Dựng phim xuất sắc nhất                                                                                       | Bernat Villaplana                                                                        | Đề cử     |
| Giải Ariel                                        | Âm thanh xuất sắc nhất                                                                                        | Miguel Polo                                                                              | Đề cử     |
| Giải Ariel                                        | Nhạc nền phim xuất sắc nhất                                                                                   | Javier Navarrete                                                                         | Đề cử     |
| Giải Ariel                                        | Hiệu ứng đặc biệt xuất sắc nhất                                                                               | David Martí, Montse Ribé, Reyes Abades, Everett Burrell, Edward Irastorza và Emilio Ruiz | Đoạt giải |
| Fantasporto                                       | Phim hay nhất                                                                                                 |                                                                                          | Đoạt giải |
| Giải Forqué lần thứ 12                            | Phim hay nhất                                                                                                 |                                                                                          | Đoạt giải |
| Giải Spacey                                       | Giải Space Choice cho phim điện ảnh hay nhất                                                                  |                                                                                          | Đoạt giải |
| Giải Constellation                                | Phim điện ảnh, phim điện ảnh truyền hình hoặc phim truyền hình ngắn tập khoa học viễn tưởng hay nhất năm 2006 |                                                                                          | Đoạt giải |
| Hội phê bình phim Bỉ                              | Giải thưởng lớn                                                                                               |                                                                                          | Đề cử     |
| Giải Hugo                                         | Trình bày kịch xuất sắc nhất, dạng dài                                                                        |                                                                                          | Đoạt giải |
| BBC Four World Cinema Awards                      | BBC Four World Cinema Award                                                                                   |                                                                                          | Đoạt giải |
| Giải Nebula                                       | Kịch bản xuất sắc nhất                                                                                        | Guillermo del Toro                                                                       | Đoạt giải |
| Hiệp hội phê bình phim Quốc gia                   | Phim hay nhất                                                                                                 |                                                                                          | Đoạt giải |
| Hiệp hội phê bình phim Quốc gia                   | Đạo diễn xuất sắc nhất                                                                                        | Guillermo del Toro                                                                       | Đề cử     |
| Hiệp hội phê bình phim Quốc gia                   | Quay phim xuất sắc nhất                                                                                       | Guillermo Navarro                                                                        | Đề cử     |
| Giải Sao Thổ                                      | Phim quốc tế xuất sắc nhất                                                                                    |                                                                                          | Đoạt giải |
| Giải Sao Thổ                                      | Đạo diễn xuất sắc nhất                                                                                        | Guillermo del Toro                                                                       | Đề cử     |
| Giải Sao Thổ                                      | Kịch bản xuất sắc nhất                                                                                        | Guillermo del Toro                                                                       | Đề cử     |
| Giải Sao Thổ                                      | Nam diễn viên phụ xuất sắc nhất                                                                               | Sergi López                                                                              | Đề cử     |
| Giải Sao Thổ                                      | Diễn viên trẻ xuất sắc nhất                                                                                   | Ivana Baquero                                                                            | Đoạt giải |
| Giải Sao Thổ                                      | Hoá trang xuất sắc nhất                                                                                       | David Martí và Montse Ribé                                                               | Đề cử     |

Metacritic đã tôn vinh đây là tác phẩm điện ảnh nhận được nhiều đánh giá tốt nhất thập niên vào năm 2010. Bộ phim còn xếp thứ 17 trong danh sách 100 phim hay nhất thế kỷ 21 của BBC.

## Phần tiếp theo bị hủy
Vào tháng 11 năm 2007, del Toro đã xác nhận rằng phần tiếp theo, mang tên 3993, đang được sản xuất. Tuy nhiên, del Toro đã loại bỏ dự án sau khi quyết định chỉ đạo Hellboy II: The Golden Army.